# حجر حديد
حجر حديد مدينة ومحافظة فرعية من تشاد تقع في مقاطعة أسونغا في منطقة وداي.